# Mario Grgurović
Mario Grgurović (Zadar, 2. veljače 1985.), hrvatski bivši nogometaš.
Mladi Zadranin karijeru je započeo u omladinskom pogonu Hajduka gdje su ga već kao juniora zapazili skauti Ajaxa i Bayerna. Do seniora se probio 2003. godine, i otad su mu u splitskom klubu prognozirali veliku karijeru. Tadašnji kapetan Hrvoje Vejić tvrdio je kako je Grgurović "fantazija od igrača". Prve prilike dobivao je kod Zorana Vulića, kasnije više kod Bake Sliškovića, a nakon dolaska Ćire Blaževića na klupu Hajduka 2005., Grgurović je došao i do mjesta među prvih 11, no, nakon sramote protiv Debrecena i kasnijih loših rezultata, Ćiro je otišao, a Grga izgubio mjesto u momčadi. Kasnije se rjeđe pojavljivao, a sve više su mu zamjerali vrlo slabu duel-igru, iako znanje nikad nije bilo upitno. 
Na ljeto 2006., tijekom velikog "pospremanja" momčadi, ponudu Hajduku poslao je njegov menadžer Zdravko Mamić, potpredsjednik Dinama. U Dinamo je doveden s epitetom "najbolje lijeve noge nakon Aljoše Asanovića", no, nije se dugo zadržao, te je krajem ljetnog prijelaznog roka zajedno s Janjetovićem posuđen čakovečkom Međimurju. Tamo se prometnuo u jednog od glavnih igrača, no, i nakon povratka u Zagreb uslijedila je nova posudba, ovaj put u Pulu gdje je igrao rijetko i loše. Nova posudba je zaprešićki Inter. 
Tijekom karijere u Hajduku bilježio je mnogo nastupa za reprezentacije ispod 17, 19 i 21 godine. No, trenutno nije ni na širem popisu za A-vrstu.
Statistika u Hajduku
| Natjecanje        | Nastupi | Zgoditci |
| ----------------- | ------- | -------- |
| Prvenstvo         | 42      | 4        |
| Kup               | 11      | 1        |
| Superkup          | 1       | 0        |
| Međunarodne       | 3       | 0        |
| Splitski podsavez | 0       | 0        |
| Ukupno            | 57      | 5        |
| Prijateljske      | 33      | 11       |
| Sveukupno         | 90      | 16       |